# 志津川新井田テレビ中継局
志津川新井田テレビ中継局（しづがわにいだテレビちゅうけいきょく）は、宮城県本吉郡南三陸町の旧志津川町地域に置かれていたテレビ中継局。

## 中継局概要

### デジタルテレビ放送
| リモコン 番号 | 放送局名           | チャンネル 番号 | 空中線 電力 | ERP | 偏波面   | 放送対象地域 | 放送区域 内世帯数 |
| ------------- | ------------------ | --------------- | ----------- | --- | -------- | ------------ | ----------------- |
| 1             | TBC 東北放送       | 18              | 10mW        | -   | 水平偏波 | 宮城県       | 約150世帯         |
| 2             | NHK 仙台教育       | 26              | 10mW        | -   | 水平偏波 | 全国         | 約150世帯         |
| 3             | NHK 仙台総合       | 22              | 10mW        | -   | 水平偏波 | 宮城県       | 約150世帯         |
| 4             | MMT 宮城テレビ放送 | 14              | 10mW        | -   | 水平偏波 | 宮城県       | 約150世帯         |
| 5             | KHB 東日本放送     | 16              | 10mW        | -   | 水平偏波 | 宮城県       | 約150世帯         |
| 8             | OX 仙台放送        | 20              | 10mW        | -   | 水平偏波 | 宮城県       | 約150世帯         |

- 所在地： 南三陸町志津川字新井田[1]
- 放送区域： 南三陸町の一部[1]
- 2011年1月20日に予備免許が交付され[2]、3月上旬に試験電波を発射、4月上旬に運用開始が予定されていたが、3月11日に発生した東日本大震災により試験電波発射中の施設が津波によって流失したこと、被災地区の復興計画が未定の状況であることにより、中継局の設置が一旦取りやめになった[3]。そのため、当該地域は地デジ難視対策衛星放送の対象地区に指定され、系列局を置いていないテレビ東京を除く各局が視聴可能となった[4]。

### アナログテレビ放送
| チャンネル 番号 | 放送局名           | 空中線 電力         | ERP                  | 偏波面   | 放送対象地域 | 放送区域 内世帯数 | 運用開始日 |
| --------------- | ------------------ | ------------------- | -------------------- | -------- | ------------ | ----------------- | ---------- |
| 36              | NHK 仙台教育       | 映像100mW/ 音声25mW | 映像470mW/ 音声115mW | 水平偏波 | 全国         | -                 | -          |
| 38              | NHK 仙台総合       | 映像100mW/ 音声25mW | 映像470mW/ 音声115mW | 水平偏波 | 宮城県       | -                 | -          |
| 40              | TBC 東北放送       | 映像100mW/ 音声25mW | 映像470mW/ 音声115mW | 水平偏波 | 宮城県       | -                 | -          |
| 42              | OX 仙台放送        | 映像100mW/ 音声25mW | 映像470mW/ 音声115mW | 水平偏波 | 宮城県       | -                 | -          |
| 44              | MMT 宮城テレビ放送 | 映像100mW/ 音声25mW | 映像470mW/ 音声115mW | 水平偏波 | 宮城県       | -                 | -          |
| 46              | KHB 東日本放送     | 映像100mW/ 音声25mW | 映像470mW/ 音声115mW | 水平偏波 | 宮城県       | -                 | -          |

- 所在地： 南三陸町志津川字新井田
- 放送区域： 南三陸町の一部（旧志津川町域の西南部）
- アナログ放送施設は東日本大震災の津波による流失を免れ、送電の復旧に伴って放送を再開した[5]。2012年3月31日をもってすべて廃止された。